# 1126-os mellékút (Magyarország)
Az 1126-os mellékút egy körülbelül 7 kilométer hosszú mellékút Komárom-Esztergom vármegyében, a Gerecse hegység északi részén. Fő iránya nagyjából végig délkeleti.

## Nyomvonala
Lábatlan területén ágazik ki délkeleti irányban a 10-es főútból, annak az 57+900-as kilométerszelvénye közelében. Dózsa György utca néven húzódik a belterület széléig, amit nagyjából 2,3 kilométer után ér el, közben, még az első kilométere előtt beletorkollik észak felől a 11 132-es számú mellékút, mely a település keleti részével és a Esztergom–Almásfüzitő-vasútvonal Lábatlan vasútállomásával biztosít összeköttetést. 4,7 kilométer után átlép Nyergesújfalu területére, ugyanott keresztezi egy számozatlan, de szilárd burkolatú alsóbbrendű út, mely Bersekbánya külterületi településrész teherforgalmát szolgálja ki. (Egy 2004-es kiadású térkép ezt az utat még a közforgalom elől elzárt útként tüntette fel, a Google Utcakép 2022-ben elérhető felvételei szerint viszont nem esik behajtási korlátozás alá – más kérdés, hogy csak a bányatelepet és a lábatlani kőfeldolgozót köti össze.) Nyergesújfalun lakott helyeket nem érint, és kevesebb, mint egy kilométer után át is lép az útjába eső utolsó település, Bajót határai közé. A lakott terület déli szélén ér véget, beletorkollva a Bajóti-patak völgyében húzódó 1125-ös útba, annak az 5+550-es kilométerszelvénye táján.
Teljes hossza, az országos közutak térképes nyilvántartását szolgáló kira.kozut.hu adatbázisa szerint 7,027 kilométer.